# Abaicu
Abaicu, pleme američkih Indijanaca koje José Bastos D'Avila u Handbook of So. Am. Indians (spominju se samo jednom), locira kao aravačko plema na rijeci Rio Jutaí u brazilskoj državi Amazonas. Za istočne susjede im navodi pleme Maraua (Marawá), koje je također pripadalo u Arawake a živjeli su na rijeci Rio Juruá.